# Sears Bay
Sears Bay – zatoka (ang. bay) jeziora Placides Lake w kanadyjskiej prowincji Nowa Szkocja, w hrabstwie Digby; nazwa urzędowo zatwierdzona 17 grudnia 1931.